# Sydney Sweeney
Sydney Bernice Sweeney (Spokane, Washington, 12. rujna 1997.) američka je glumica. Najpoznatija je po ulozi Emaline Addario u Netflixovoj seriji „Everything Sucks!” i kao Cassie Howard u HBO-ovoj seriji „Euforija”.
Odrasla je s mlađim bratom. S 12 godina uvjerila je roditelje da želi postati glumica. U toj je dobi imala svoju prvu malu ulogu pred kamerama u horor filmu „Zombieworld”. Uslijedila je sporedna uloga također u horor filmu 2010. Uslijedila su gostovanja u serijama kao što su „Heroji”, „Zločinački umovi”, „Potjera”, „90210”, „Karate-Chaoten” i „Uvod u anatomiju”.
Osim što se pojavila u nekoliko kratkih i nezavisnih filmova, Sweeney je imala sporednu ulogu u seriji „In the Vault” iz 2017. godine. Svojim ulogama u 2018. godini postala je poznatija. Glumila je u filmu 
"Skrivena poruka" prije nego što se pojavila u Netflixovoj seriji „Everything Sucks!”. Također je glumila ulogu Eden Spencer u drugoj sezoni „Sluškinjine priče” te imala sporednu ulogu u miniseriji „Sharp Objects”. Godine 2019. imala je malu ulogu u filmu Quentina Tarantina „Bilo jednom… u Hollywoodu”, koji je premijerno prikazan na Filmskom festivalu u Cannesu. Do danas se pojavila u više od 40 filmskih i televizijskih produkcija. Godine 2023. pojavila se u spotu za singl „Angry” Rolling Stonesa.
Paralelno s karijerom, Sweeney je stekla diplomu iz poduzetništva na Kalifornijskom sveučilištu u Los Angelesu.